# 欧洲E40公路
欧洲E40公路（E40）是欧洲最长的国际公路，总长超过8000公里。欧洲E40公路起点是法国的加来，经过比利时、德国、波蘭、乌克兰、俄罗斯、哈萨克斯坦、乌兹别克斯坦、土库曼斯坦、吉尔吉斯斯坦，终点为靠近中国边境的哈萨克斯坦的里德。

## 线路
欧洲E40公路穿过以下主要城市：

- 法国（全线为A16）：加来（E15/E402（英语：European route E402）） - 敦刻尔克 - Ghyvelde
- 比利时：阿丁科克（法语：Adinkerque）-A18（法语：Autoroute A18 (Belgique)）-弗尔内 - 亚贝克（E404（英语：European route E404））-A10（法语：Autoroute A10 (Belgique)）-布鲁日（E403（英语：European route E403））-根特（E17）-布鲁塞尔（R0（法语：Ring de Bruxelles）/E19，往E411（英语：European route E411））-A3（法语：Autoroute A3 (Belgique)）-鲁汶（E314（英语：European route E314））-列日（E25/E42/E313（英语：European route E313），往E46）-韦尔维耶（E42）-利希滕布施（法语：Lichtenbusch (Belgique)）
- 德国：亚琛（44（德语：Bundesautobahn 44）/E314（英语：European route E314））-（4）-科隆（E31/E35，往E29/E37）-奥尔珀-（45（德语：Bundesautobahn 45），与E41并行）-锡根（E44）-（49（德语：Bundesstraße 49）-429（德语：Bundesstraße 429））-吉森-（480（德语：Bundesautobahn 480）/E451（英语：European route E451））-巴特黑斯费尔德（7/E45）-（4）-黑勒斯豪森 - 艾森纳赫 - 哥达（E49/E51）-爱尔福特 - 魏玛 - 耶拿 - 格拉 - 开姆尼茨（E441（英语：European route E441））-德累斯顿（E55）-包岑 - 格尔利茨
- 波兰（全线为A4）：兹戈热莱茨 - 博萊斯瓦維茨（E36）-莱格尼察（E65）-弗罗茨瓦夫（E67）-奥波莱 - 格利维采 - 卡托维兹 - 梅斯沃維采（E75）-（与E462（英语：European route E462）并行）-克拉科夫（E77）-塔尔努夫 - 热舒夫（E371（英语：European route E371））-科茨佐瓦（波兰语：Korczowa）
- 乌克兰：克拉基韦茨（烏克蘭語：Краківець）-（M10（烏克蘭語：Автошлях М 10））-利沃夫（E372（英语：European route E372）/E471（英语：European route E471））-（M06（烏克蘭語：Автошлях М 06））-杜布諾（E85）-里夫内 - 日托米尔（E583（英语：European route E583））-基辅（E95（英语：European route E95）/E101）-（M03（烏克蘭語：Автошлях М 03））-盧布尼 - 波尔塔瓦（E584（英语：European route E584））-哈尔科夫（E105（英语：European route E105））-斯洛維揚斯克 - 傑巴利采韋（E50）-（M04（烏克蘭語：Автошлях М 04））-卢甘斯克 - 伊兹瓦里内
- 俄罗斯：頓涅茨克（A260（俄语：А-260 (автодорога)）（原M21））-卡緬斯克-沙赫京斯基（E40）-伏尔加格勒[1]-（R22（原M6），与E119（英语：European route E119）并行）-阿斯特拉罕-（A340（俄语：А340 (автодорога)））-沃洛达尔斯基
- 哈萨克斯坦：Котяевка-（A27（俄语：Автодорога A-27 (Казахстан)））-阿特劳（以下与E121（英语：European route E121）并行）-多索尔-（A33（德语：A33 (Kasachstan)））-（以上与E121（英语：European route E121）并行）别伊涅乌-（P1）-Akjigit
- 乌兹别克斯坦：Karakalpakstan - 昆格勒 - 努库斯
- 土库曼斯坦：庫尼亞烏爾根奇 - 达沙古兹（E003（英语：European route E003））
- 乌兹别克斯坦：Yablykangly - 烏爾根奇 - 布哈拉（E60/E004（英语：European route E004））-（M37）-纳沃伊 - 撒马尔罕（E005（英语：European route E005））-吉扎克 - 锡尔达利亚（以下与E123（英语：European route E123）并行）-塔什干（E007（英语：European route E007））
- 哈萨克斯坦：Жібек жолы (Жамбыл облысы)-（A2（俄语：Автодорога А-2 (Казахстан)））-（以上与E123（英语：European route E123）并行）奇姆肯特 - 塔拉兹 - 梅尔奇-（M39）-Chaldovar
- 吉尔吉斯斯坦（全线为M39）：查尔达瓦 - 卡拉巴尔塔（E010（英语：European route E010））-比什凯克（以下与E125（英语：European route E125）并行）-Konstantinovka
- 哈萨克斯坦：柯尔代-（A2（俄语：Автодорога А-2 (Казахстан)））-（以上与E125（英语：European route E125）并行）阿拉木图（E012）-（A3（俄语：Автодорога A-3 (Казахстан)））-萨雷奥泽克（E013（英语：European route E013））-塔尔迪库尔干 - 乌沙拉尔（E014（英语：European route E014））-塔斯克斯肯 - 阿亞古茲 - 格奥尔吉耶夫卡（E127（英语：European route E127））-厄斯克-（A10（俄语：Автодорога А-10 (Казахстан)））-Sekisovka-（A9（德语：A9 (Kasachstan)））-里德

这条公路在中亚绕了一个大弯。通过欧洲E30公路穿过柏林-莫斯科-鄂木斯克，可以使加来到里德的距离缩短2000公里。

## 沿途风景

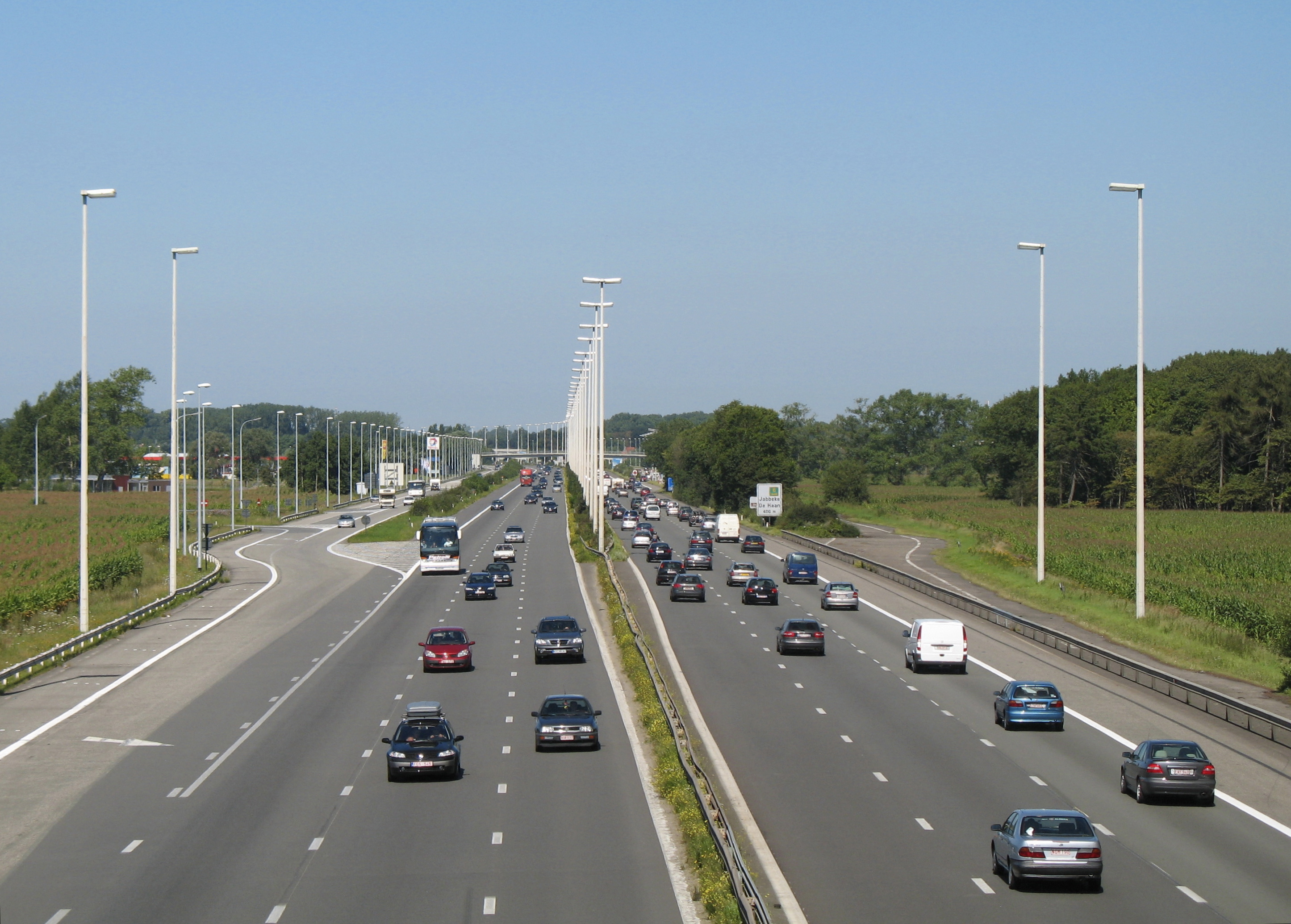
欧洲E40公路比利时亚贝克路段
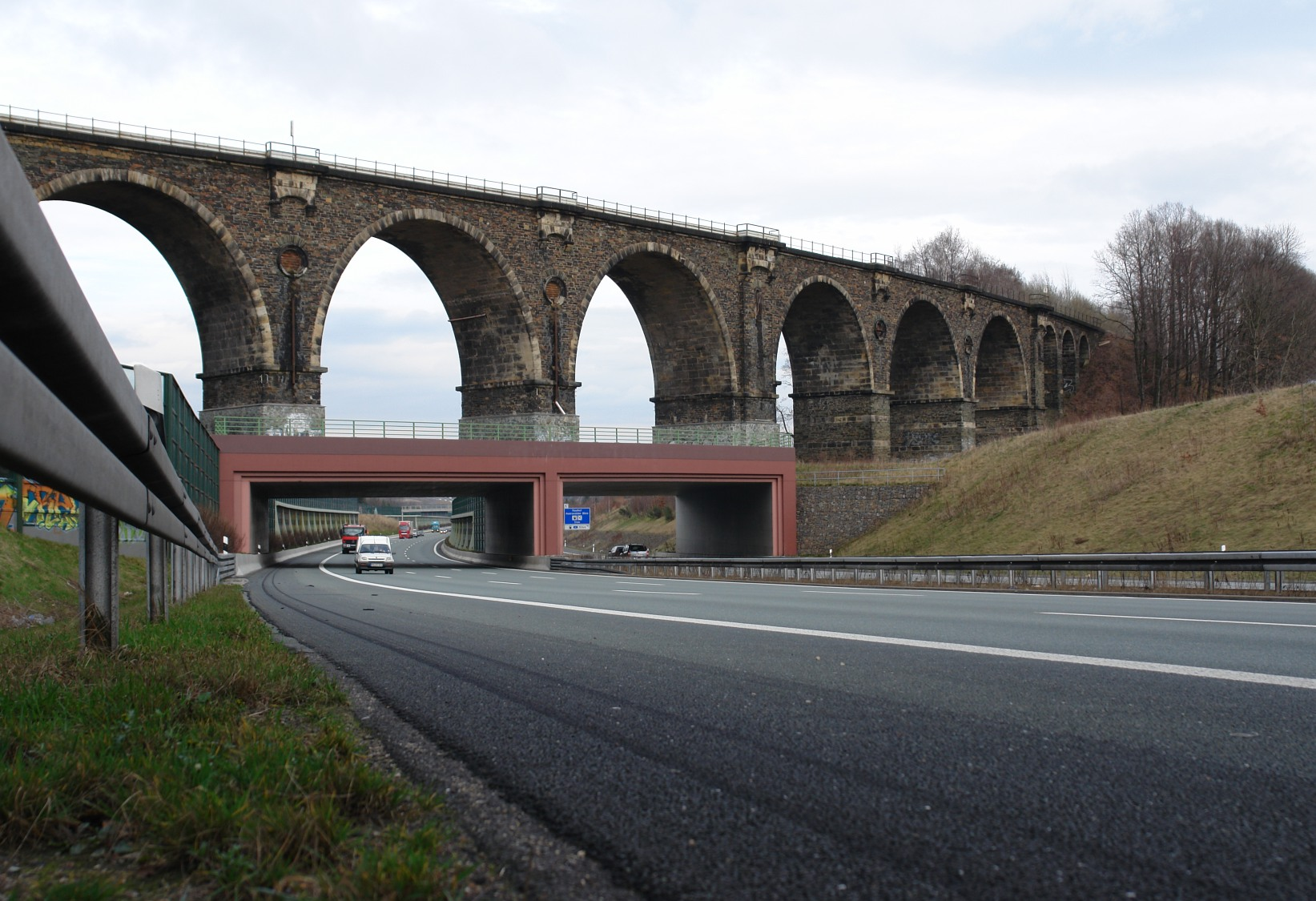
欧洲E40公路在德国东部开姆尼茨和铁路交叉
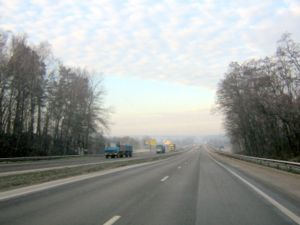
欧洲E40公路经过乌克兰